# Acrolito

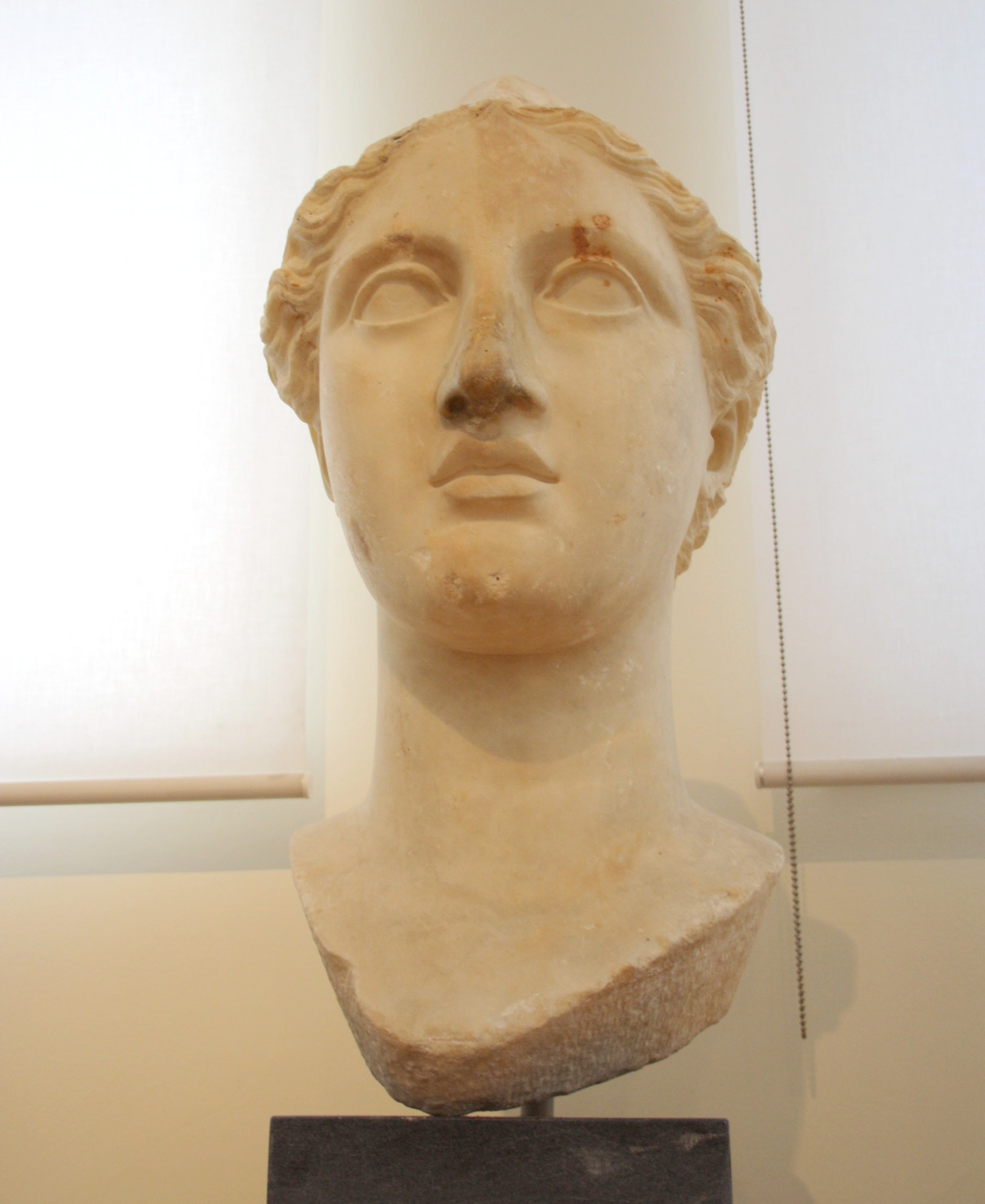
Testa acrolitica di Atena, Museo archeologico di Atene (epoca augustea)

L'acròlito (in greco antico: ἀκρόλιθος?, akròlithos, "dalle estremità di pietra", da àkros, "in cima, alto, estremo" e lithos, "pietra"), è un tipo di statua che presso gli antichi Greci - e talora anche presso i Romani - veniva realizzata solo nella testa, nelle braccia o mani e nei piedi, utilizzando pietra, marmo o avorio; tutto il resto della statua veniva realizzato con materiale meno pregiato o deperibile (p. es. legno) o non esisteva affatto, trattandosi unicamente di una struttura di sostegno o di una impalcatura che manteneva le estremità scolpite. Questa struttura veniva poi rivestita con veri panneggi in tessuto.

## Utilizzo
L'acròlito veniva utilizzato soprattutto per statue di divinità destinate ad essere esposte nei templi al culto dei fedeli. Si ricordano alcuni esempi:
- a Pompei gli acroliti di Iside trovati nel tempio di Iside, oggi conservati nel Museo archeologico nazionale di Napoli;
- a Punta Alice, l'antica Krimisa, l'acrolito di Apollo, oggi conservato al Museo Nazionale della Magna Grecia.
- ad Aidone, gli acroliti di epoca greca arcaica appartenenti verosimilmente alle dee Demetra e Persefone, oggi conservati al Museo archeologico di Aidone;
- la statua colossale raffigurante Augusto nel ruolo di "Pontefice Massimo", alta circa 12 m, ospitata nella cosiddetta "Aula del Colosso" nel foro di Augusto a Roma.
- la statua colossale di Costantino I, alta circa 13 m, in posizione assisa, presente anticamente nell'abside della basilica di Massenzio e Costantino nel Foro Romano a Roma, ora le parti marmoree, sopravvissute ai saccheggi, sono collocate nel cortile del Palazzo dei Conservatori del Museo Capitolino.

Statue simili che hanno le estremità in legno possono chiamarsi acroxile.